# Beatriz Ramírez de Mendoza
Beatriz Ramírez de Mendoza (Madrid, 1556-4 de novembre de 1626) va ser una noble i religiosa castellana, fundadora de diversos convents de les ordes de la Mercè i de Sant Jeroni, a la qual va acabar pertanyent.

## Orígens i matrimoni
Nascuda a Madrid el 1556, filla de García Ramírez i d'Ana de Mendoza, membre de la branca dels comtes de la Corunya. Era rebesnéta del militar Francisco Ramírez i de Beatriz Galindo, cambrera major i preceptora d'Isabel la Catòlica.
Va rebre una educació cristiana per part de la seva mare, criada per a esdevenir una bona muller i mare. Els seus pares la van casar amb Fernando de Saavedra, comte de Castellar, amb qui va signar capitulacions matrimonials el 8 d'abril de 1584. Durant els anys de matrimoni, va intentar formar els seus fills en la fe i els costums en els què ella va ser educada.

## Fundacions religioses
Visitava assíduament l'església de Nuestra Señora de los Remedios, pertanyent als mercedaris calçats, on col·laborava amb un grup d'amigues i servents confeccionant roba per a l'aixovar litúrgic pera les esglésies pobres de la vila. Ja vídua, va seguir la regla teresiana de les carmelites descalces i va utilitzar els seus béns en l'àmbit de la caritat i la beneficència.
Va ser fundadora de diversos convents, de fet a ella es deu en gran manera l'impuls i la reforma de l'Orde de la Mercè, per a la qual va fundar tres convents, el de Santa Cecilia de Rivas, el de Santa María de los Reyes a Castellar, el de Viso del Marqués i també fundà a Alcalá de Henares un convent de carmelites descalces. Ramírez va ser molt estimades pels mercedaris, especialment pel seu general, fra Alfonso de Monroy.
Eventualment, i a causa d'uns problemes que tenia a la capital, Ramírez va ingressar com a novícia al convent de la Concepció Jerónima, però a causa de les pressions externes, els superiors de l'orde van haver d'expulsar-la. Després de recórrer a l'arquebisbe de Toledo, va refugiar-se al convent de Vallecas, on va estar més d'un any. Finalment, va fundar a una de les cases del seu majorat el convent de Corpus Christi, dit també de les Carboneres. Malgrat que aquesta darrera fundació li va costar diversos processos judicials, finalment va aconseguir sortir-ne airosa.

## Mort
Víctima d'unes febres, va morir el 4 de novembre de 1626. Va ser enterrada al cor de l'església convent, on es penjà un retrat pòstum de Ramírez. El 1772 es van fer obres al convent, i es diu que es va trobar el seu cos incorrupte i es va dipositar al cor alt de l'església, amb el seu segons fill, Baltasar Ramírez de Saavedra.